# Bandeira do Conselho Nórdico
A bandeira do Conselho Nórdico é um dos símbolos oficiais da referida organização.

## História
A origem do símbolo do cisne são os "cinco cisnes nórdicos", que apareceram pela primeira vez em um pôster para "Nordens Dag" ("Dia nórdico") de 1936, baseados no poema "Os Cisnes Nórdicos" do letrista e poeta dinamarquês Hans Hartvig Otto Seedorff Pedersen.
Em 1956, foram emitidos selos ilustrados com os 5 cisnes, embora com desenhos diferentes, nos países nórdicos. Em 1985, os 5 cisnes serviram de inspiração para o novo símbolo oficial para o Conselho de Ministros Nórdicos e para o Conselho Nórdico, desenhado pelo artista finlandês Kyösti Varis. Nesse desenho, o símbolo do cisne com suas oito penas representava os cinco países nórdicos, Dinamarca, Finlândia, Islândia, Noruega e Suécia, e os três territórios autônomos - as Ilhas Faroe, Groenlândia e Åland.
Em 2004, a Due Design AS foi contratada para modernizar o logotipo a partir do desenho do cisne de Kyösti Varis, a fim de dar à cooperação nórdica oficial uma impressão moderna, simples e robusta. Assim foi criado o logotipo chamado "Norden" que fez desse nome reconhecido internacionalmente comum para a cooperação.
Em 1º de novembro de 2016, um novo logotipo foi lançado numa versão ainda mais simplificada. Além disso, fundo da bandeira passou de branco para azul enquanto a logo passou de azul para branco, e o cisne mudou também de posição, que passou da posição de voo na direção da tralha (esquerda para a direita) para a direção do batente (direita para a esquerda).

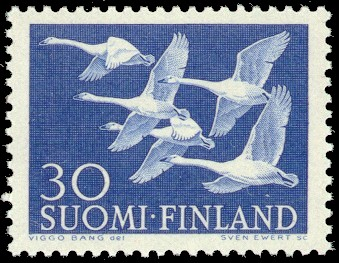
Selo finlandês de 1956 com a representação dos "Cinco Cisnes Nórdicos"
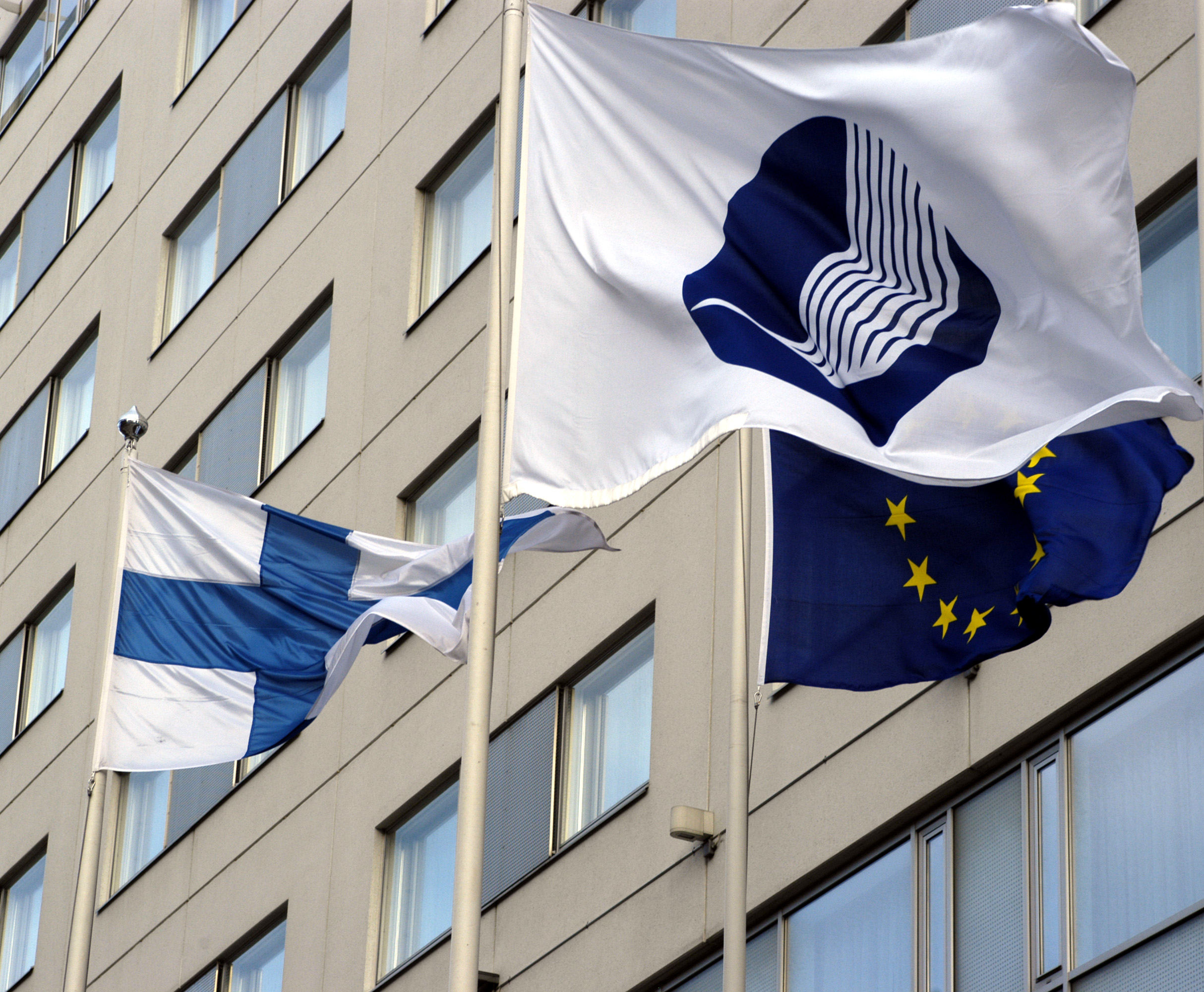
Bandeira nórdica na versão usada de 1985 a 2004 (sem a inscrição "Norden") hasteada em Helsinque
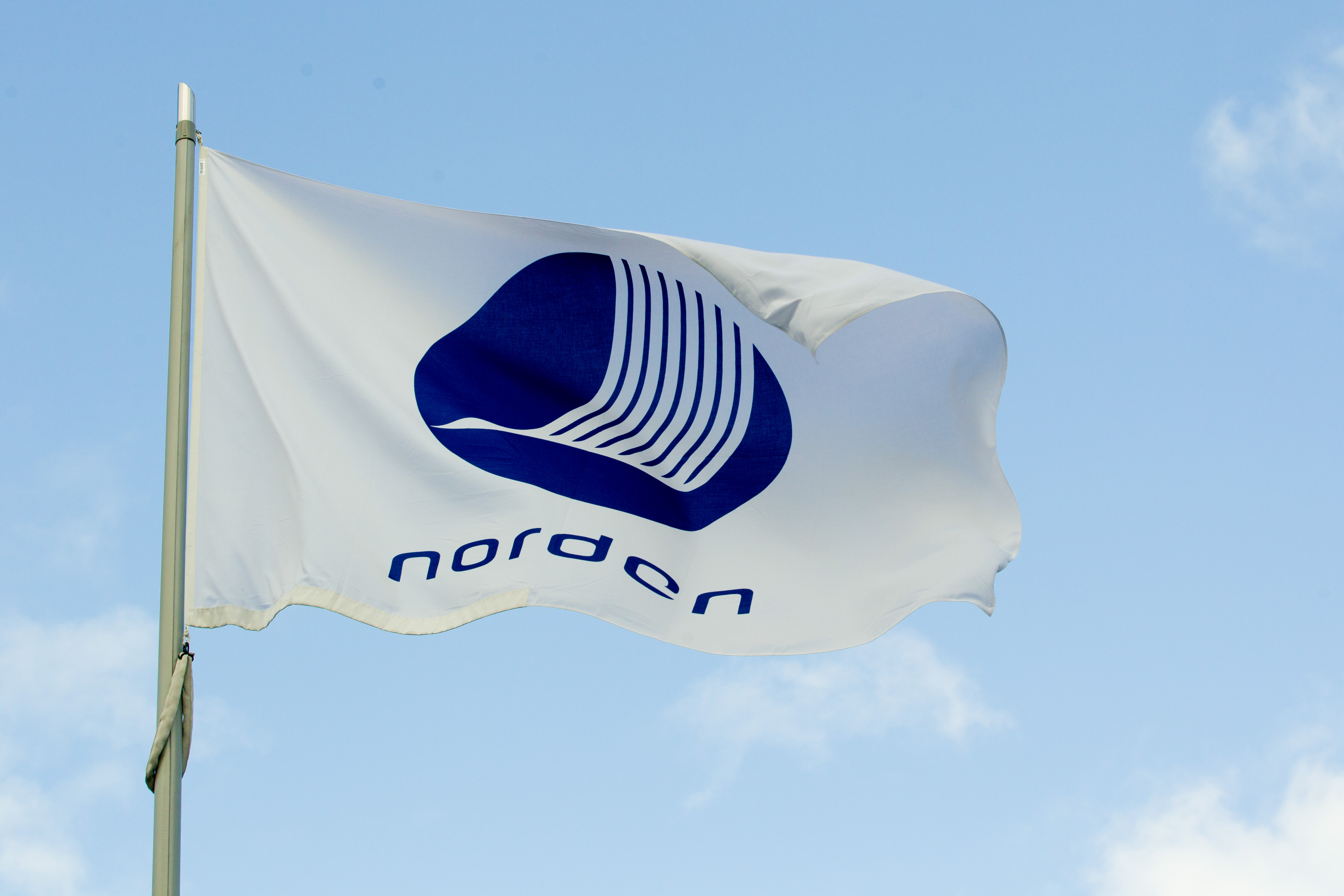
Bandeira nórdica na versão usada de 2004 a 2016 (com a inscrição "Norden") hasteada em Helsinque
Bandeira nórdica na versão usada de 2004 a 2016

## Características
Seu desenho consiste em um retângulo azul com motivo circular estilizado de um cisne branco. As penas do cisne são quatro.

## Simbolismo

Bandeira da União de Kalmar

O cisne foi escolhido como símbolo representativo do Conselho Nórdico e do Conselho de Ministros Nórdicos, em 1984. Pretende também simbolizar uma mais ampla cooperação entre os países nórdicos. Além de representar confiança, integridade e liberdade. A abertura do cisne em seu voo representa a abertura novos pensamentos, ideias e parcerias, que é um dos princípios fundamentais da cooperação nórdica.
Com exceção da Groenlândia, todos os outros países-membros têm bandeiras com a Cruz Nórdica. A mesma cruz nórdica foi também usada na bandeira da União de Kalmar, a única circunstância histórica em que os países nórdicos estiveram unidos sob um único estado.